# Crystal Cox
Crystal Cox (28 de março de 1979 em Norfolk, Virgínia) é uma esportista americana, corredora, praticante de atletismo e participante do reality show Survivor em sua décima-oitava temporada.

## Antes doSurvivor

### Olimpíadas
Cox ganhou uma medalha de ouro no revezamento 4x400 m feminino nas Olimpíadas de 2004, realizada em Atenas, Grécia, correndo ao lado Dee Dee Trotter, Monique Henderson e Monique Hennegan.

#### Uso de anabolizantes esteróides
Em 29 de janeiro de 2010, a Associated Press e a ESPN.com informaram que Cox admitiu ter usado anabolizantes esteróides durante 2001-2004. Como resultado, ela perderá todos os seus resultados a partir desse período e concordou com uma suspensão de quatro anos. A suspensão durará até janeiro de 2014.
Em 21 de julho de 2012 ela foi desclassificada das Olimpíadas de 2004 e retornou a medalha de ouro conquistada com a equipe de revezamento.

## Survivor: Gabon
Crystal Cox foi um dos participantes da décima-oitava temporada do reality show Survivor, intitulada Survivor: Gabon - Earth´s Last Eden, que foi apresentada durante o outono de 2008. Cox perdeu 12 dos 14 desafios durante a fase tribal da competição, apesar disso conseguiu ficar entre os seis finalistas da temporada. Sua principal aliança consistia em Kenny, Sugar, Susie e Matty.
Em certa altura do jogo, Cox se aliou a Corinne e Bob para juntos enganarem e eliminarem Matty, o plano não deu certo e acabou sendo um dos motivos que culminaram na posterior eliminação de Cox no episódio apresentado em 11 de dezembro de 2008, intitulado "The Good Guys Should Win in the End" onde esta se tornou o quinto membro do júri.

## Participação em episódios deSurvivor
Crystal participou de quatorze episódios de Survivor e permaneceu 36 dias na competição em sua estada no Gabão.
| #  | Ano  | Temporada                           | Episódio                                          | Data de transmissão | Tribo               |
| -- | ---- | ----------------------------------- | ------------------------------------------------- | ------------------- | ------------------- |
| 1  | 2008 | Survivor: Gabon - Earth´s Last Eden | Want to See the Elephant Dung?                    | 25 de setembro      | Fang                |
| 2  | 2008 | Survivor: Gabon - Earth´s Last Eden | She Obviously Is Post-Op!                         | 2 de outubro        | Fang                |
| 3  | 2008 | Survivor: Gabon - Earth´s Last Eden | It Was Like Christmas Morning!                    | 9 de outubro        | Fang                |
| 4  | 2008 | Survivor: Gabon - Earth´s Last Eden | This Camp is Cursed                               | 16 de outubro       | Fang                |
| 5  | 2008 | Survivor: Gabon - Earth´s Last Eden | He's a Snake, But He's My Snake                   | 23 de outubro       | Fang                |
| 6  | 2008 | Survivor: Gabon - Earth´s Last Eden | It All Depends on the Pin-Up Girl                 | 30 de outubro       | Fang                |
| 7  | 2008 | Survivor: Gabon - Earth´s Last Eden | Apple in the Garden of Eden                       | 6 de novembro       | Fang → Kota         |
| 8  | 2008 | Survivor: Gabon - Earth´s Last Eden | The Brains Behind Everything                      | 13 de novembro      | Kota → Nobag        |
| 9  | 2008 | Survivor: Gabon - Earth´s Last Eden | Nothing Tastes Better Than Five Hundred Dollars   | 20 de novembro      | Nobag               |
| 10 | 2008 | Survivor: Gabon - Earth´s Last Eden | I Was Put on the Planet for This Show             | 27 de novembro      | Fang → Kota → Nobag |
| 11 | 2008 | Survivor: Gabon - Earth´s Last Eden | The Good Things in Life Aren't Easy               | 4 de dezembro       | Nobag               |
| 12 | 2008 | Survivor: Gabon - Earth´s Last Eden | The Good Guys Should Win in the End               | 11 de dezembro      | Nobag → Júri        |
| 13 | 2008 | Survivor: Gabon - Earth´s Last Eden | Say Goodbye to Gabon                              | 14 de dezembro      | Júri                |
| 14 | 2008 | Survivor: Gabon - Earth´s Last Eden | Survivor: Gabon - Earth's Last Eden - The Reunion | 14 de dezembro      | Júri                |